# Reinaldo d'Este (cardeal)
Reinaldo d'Este (em italiano:  Rinaldo d'Este; (1618 - 30 de setembro de 1672) foi um Cardeal católico Italiano .
Nascido em 1618, Reinaldo era o segundo filho de Afonso III, Duque de Módena e Reggio e de Isabel de Saboia. Era irmão mais novo de Francisco d'Este, que veio a suceder ao pai como Duque Soberano de Módena e Reggio. Ainda criança, Reinaldo iniciou uma carreira militar em Módena que veio a abandonar para responder a um chamamento eclesiástico.
Sabe-se pouco do início da sua carreira na Igreja mas foi nomeado cardeal em 16 de dezembro de 1641, participando no conclave de 1644 que elegeu o Papa Inocêncio X. Tornou-se ainda, temporariamente, regente de Módena quando o seu irmão se ausentou do Ducado para lutar contra os espanhóis em 1647.
Foi eleito Bispo de Reggio Emilia em dezembro de 1650 e participou no conclave de 1655, que elegeu o Papa Alexandre VII, no conclave de 1667, que elegeu o Papa Clemente IX e no conclave de 1669-1670, que elegeu o Papa Clemente X.
Por várias vezes regressou a Módena para governar na ausência de seu irmão, uma vez que seu sobrinho, Reinaldo, herdeiro de Módena, era ainda muito jovem para governar no lugar do pai.
Em 24 de agosto de 1671 optou pela Ordem dos Bispos sendo nomeado Cardeal-Bispo de Palestrina. Morreu em 30 de setembro de 1672, em Módena.